# Novel·la espanyola de postguerra
La novel·la espanyola de postguerra reuneix la producció dels escriptors espanyols els anys posteriors a la guerra civil i durant la dictadura franquista. Un important nombre d'escriptors van ser exiliats i progressivament van ser més nombrosos els que van romandre a Espanya.

## Principals representants
Gonzalo Sobejano, reunint en una sola llista la producció de dins i fora d'Espanya, recull autors com Ramón J. Sender, Max Aub, Francisco Ayala, Camilo José Cela, Ignacio Agustí, Gonzalo Torrente Ballester, Carmen Laforet, Miguel Delibes, Luis Romero Pérez, Elena Quiroga, Alejandro Núñez Alonso, Ricardo Fernández de la Reguera, José Luis Castillo-Puche, Ángel María de Lera, Tomás Salvador, Enrique Azcoaga, Ana María Matute, Rafael Sánchez Ferlosio, Mario Lacruz, Jesús Fernández Santos, Juan Goytisolo o Ignacio Aldecoa, entre d'altres. A aquests noms afegeixen altres crítics com Juan Petit, Luis Goytisolo, Juan García Hortelano, José María Gironella, Juan Antonio Zunzunegui, Torcuato Luca de Tena o Luis Martín Santos.

## Novel·les més assenyalades
La novel·la El Jarama (1955), de Sánchez Ferlosio, és considerada una de les «novel·les clau» d'aquesta època. També destaquen La familia de Pascual Duarte (1942) i La colmena (1951), de Cela —que José Carlos Mainer considera que «ha encarnat, com ningú, la literatura espanyola de postguerra»—, La noria (1951), de Luis Romero, La sombra del ciprés es alargada (1948) i El camino (1951), de Delibes, i Nada (1945), de Laforet. German Gullón destaca al seu torn la qualitat de novel·les com Tiempo de silencio (1961), de Martín Santos, i Muertes de perro (1958), de Ayala. La novel·la Los cipreses creen en dios (1953), de Gironella, va tenir un gran èxit de vendes.

## Les novel·listes
Després de l'inicial període de marginació de la dona a 'la feina de casa', la presència de les escriptores residents a Espanya va quedar circumscrita a ocasionals llibres de poesia i, en el camp de la narrativa, a històries de temàtica «rosa». La concessió del Premi Nadal a Nada de Carmen Laforet, el 1945, després de remoure determinats fonaments «ancorats en una tradició mediatitzada», va constituir un punt de partida a la «incorporació massiva de la dona al món de la Literatura». Així, ja al començament de la dècada de 1950, apareixeran de manera progressiva Eulalia Galvarriato, Ana María Matute, Elena Quiroga, Susana March, Mercedes Formica, Dolores Medio, Carmen Martín Gaite, Carmen Kurtz, Elena Soriano o Ángeles Villarta Tuñón, entre les més conegudes.

## Variants i corrents
La narrativa de postguerra, de manera evolutiva, presenta diversos corrents que la crítica, associant-les a les dècades de producció, agruparia en:
- Novel·la existencial a la dècada de 1940.[3]
- Novel·la social, a partir de la dècada de 1950 i dins del realisme social.[14]
- Novel·la estructural,[3] una renovació del gènere en la dècada de 1960.[15]

A la dècada del 1940, en plena postguerra espanyola, part de la 'novel·la existencial', els millors autors de la qual serien Miguel Delibes i Ignacio Aldecoa —i després Carmen Laforet— va degenerar en l'anomenat tremendisme, un subgènere literari caracteritzat per la seva cruesa i el principal exponent de la qual va ser el qui esdevindria Premi Nobel Camilo José Cela. A aquest front "descarnat i pessimista", s'hi oposaria una segona generació, denominada precisament «generació de 1950» o «de Mig Segle», i formada per escriptors que estaven molt lluny d'aconseguir la majoria d'edat en esclatar la guerra. Davant la proposta que hauria existit una continuïtat entre l'etapa del «pretès realisme» dels 40 i el realisme social de la dècada posterior, Joan-Lluís Marfany rebutja aquesta evolució progressiva i es decanta per la segona, la novel·la social, representant per contra una ruptura amb l'anterior.
Com a hereus del fulletó, cita Max Aub en el seu Manual de la Història de la Literatura Espanyola, a un grapat d'escriptors "subjectes al cànon del realisme —i fins i tot del naturalisme—", dit en paraules d'Eugenio de Nora. En aquesta llista hi haFrancisco de Cossío, Tomás Borrás, Bartolomé Soler, Huberto Pérez de Ossa, Ramón Ledesma Miranda i Darío Fernández Flórez. Enfront d'ells, però només per l'enfrontament del binomi realitat-ficció, a partir de la dècada de 1950, apareix a Espanya un tipus de novel·la de butxaca, econòmica, pobrament editada i pitjor corregida però igualment popular. La componen, a partir de 1953,la ciència-ficció escrita per autors com Pascual Enguídanos, amb la sèrie Saga dels Aznar o José Mallorquí, i dos grans exemples dels que Juan Pablo Fusi anomena «literatura de quiosc», llegeixi's la novel·la rosa i la de l'oest, entre els autors del qual el propi Fusi destaca Corín Tellado, Lafuente Estefanía o el ja citat José Mallorquí. En concret, a les novel·les roses —gènere del qual Corín Tellado va ser considerada «la reina» a Espanya i bona part d'elles inscriptibles en la ideologia falangista instaurada amb la dictadura— Martín Gaite les va arribar a descriure com a «màquines trituradores de l'intel·lecte del lector»; entre autores que van conrear aquest gènere, Andreu destaca Carmen de Icaza i les germanes Luisa-María i Concha Linares Becerra, a les quals Montejo Gurruchaga suma noms com els de Julia Maura, María de las Nieves Grajales, Pilar Molina, María Teresa Sesé, Luisa Alberca, Ángeles Villarta, Mercedes Formica i Mari Luz Morales.

### En el context cultural
Atesa la diferència de context cultural i vital, es podria classificar en dos grups la novel·lística publicada a Espanya durant la dictadura franquista, i l'escrita per republicans en l'exili, la primera sotmesa a la censura, i també les edicions que es van fer a Espanya de l'escrit fora, quan a partir de 1966, es 'va suavitzar l'ull censor' i va augmentar l'edició a Espanya d'obres d'autors, com Ramón J. Sender, Max Aub, Francisco Ayala, Arturo Barea o Salvador de Madariaga, entre molts altres. Els crítics observen que, en contrapartida, van ser aquests autors exiliats els que inicialment van tenir més repercussió en països com els Estats Units.

## Monolingüisme
La "inviolable i irreversible Unitat Nacional" imposada per la dictadura va suposar la repressió de la resta d'idiomes i llengües mares parlades a Espanya i la conseqüent mutilació del seu reflex creador en les seves literatures, algunes d'elles de llarga tradició.

### Novel·la en català
En el cas del català, aquesta mutació domina la dècada de 1940, quan narradors com Sebastià Juan Arbó, Ignaci Agustí o José María Gironella, van començar a emprar el castellà en les seves novel·les, malgrat haver escrit en català abans de la guerra. En el marc d'aquesta narrativa catalana van tenir importància els premis de novel·la Joanot Martorell i Sant Jordi —successor del primer—, amb la presència d'assenyalats autors: Maria Aurèlia Capmany,Josep Pla, Antoni Mus, Salvador Espriu, Agustí Bartra, Merce Rodoreda, Josep Maria Espinas, Estanislau Torres, Víctor Mora, Joaquim Carbó, Concepció González Maluquer, Baltasar Porcel, Maria Beneyto i Cuñat, Robert Saladrigas o Guillem Frontera, molts d'ells amb la seva obra novel·lística iniciada ja en els anys 60.

### Novel·la en basc
La postguerra va caure amb tot el seu pes sobre la cultura basca, que travessaria en aquests anys "el període més crític de tota la seva història". La llarga llista d'escriptors morts en la contesa i l'encara més llarga d'exiliats es van sumar a la prohibició en un primer moment de l'ús parlat de la llengua basca. Durant gairebé una dècada només queda la memòria del passat. A partir de 1950 i al costat d'un major desenvolupament de llibres de poesia o costums, les primeres novel·les en basc es mouen entre "el purisme i el vulgarisme lingüístics", escissió que no facilita el seu ple desenvolupament ni coherència. La concepció estilística en principi segueix ancorada en fórmules vuitcentistes i les peces d'ambient urbà escassegen enfront dels exemples rurals més tradicionals. Juan Antonio Irazusta (1884-1952) publica el 1950 Bizia garratza da (La vida es áspera), sobre l'emigració i l'exili. Dos anys abans José de Eizaguirre (1881-1949) havia publicat a Amèrica Ekaitzapean (Sota la tempesta), just abans de morir. Jon Etxaide (1920-1998) recupera el patrimoni més essencial escrivint la vida del versolari "Etxahun", que es consideraria l'obra narrativa més important d'aquest període.. També se li deu a ell la traducció al basc de Les inquietuds de Shanti Andía, de Baroja, titulada Itxasoa laño dago (1959). Altres novel·listes d'aquests anys són: l'«olerkari» Eusebio Erquiaga (1912-1993) amb temes urbans, i dos especialistes' en novel·la policíaca, el farmacèutic José Antonio Loidi (1916-1999) i el baztanés Mariano Izeta (1915-2001).
En la següent generació, més afortunada i que ja va publicar a partir de 1960, es troben els noms de Jon Mirande —traductor, a més, de narrativa de Poe i Munro—, Gabriel Aresti i José Luis Álvarez Emparanza.

### Novel·la en gallec
En el cas de la literatura gallega de postguerra, i partint del trio format per Castelao, Risco i Cunqueiro, el panorama apareix demolidor: Castelao mor en l'exili en 1950. Risco, mort en 1963, escriu quatre novel·les en castellà, una d'elles —La porta de palla, convenientment censurada— va rebre el Premi Nadal en 1952. També va haver-hi, en 1968, un Nadal per a Cunqueiro, el més jove dels tres 'iniciats' i el més pròxim al règim, que va començar publicant poesia en la seva llengua materna i, després de la contesa va escriure un grapat de novel·les erudites, singulars, fabuloses i bilingües, seguint la seva pròpia consigna: "l'home precisa, en primer lloc, com qui beu aigua, beure somnis". Capítol a part —i mai en aquest apartat— per la seva pròpia idiosincràsia, mereixen dos autors, gairebé antagònics, tots dos 'molt gallecs' però amb obra gairebé exclusiva en castellà: Wenceslao Fernández Flórez i Gonzalo Torrente Ballester.
Quant a la novel·lística en gallec en els anys de postguerra, la primera novel·la escrita en aquest idioma va ser la guanyadora el 22 d'abril de 1950 del concurs convocat per la «Editorial dos Bibliòfils Gallecs»: A xente da Barreira de Carballo Calero,nacionalista, republicà i ex-pres polític. Al costat d'ell cal anotar el nom d'Otero Pedrayo i, entre els exiliats, els de Luís Seoane i Rafael Dieste. Al llarg de la dècada de 1950 anirà apareixent l'obra d'Eduardo Blanco Amor, Ánxel Fole i el mencionat Cunqueiro. A l'inici de la següent dècada ja es comença a jugar amb el terme Nova Narrativa Galega entorn d'autors de tots dos sexes: Xohana Torres, María Xosé Queizán, Méndez Ferrín, Gonzalo Mourullo, Carlos Casares, als quals en aquest rampell s'afegiran els de Alfredo Conde, Paco Martín, Fernández Ferreiro o Xavier Alcalá.

## Estudis crítics
A l'abundant bibliografia temàtica i estudis més o menys generals, podrien afegir-se manuals i estudis com els de Juan Carlos Curuchet (Introducció a la novel·la espanyola de postguerra), Robert C. Spires (La novel·la espanyola de postguerra) o Rodolfo Cardona (Novel·listes espanyoles de postguerra); a més de treballs més específics com La novel·la existencial espanyola de postguerra, de Óscar Barrero Pérez, o Temes existencials en la novel·la espanyola de Postguerra, de Gemma Roberts.